# Cheongsam
Das Cheongsam (chinesisch 長衫 / 长衫, Pinyin chángshān – „langes Kleid“) oder Qipao (chinesisch 旗袍, Pinyin qípáo, W.-G. ch'i-p'aoHörbeispiel von Qipaiⓘ

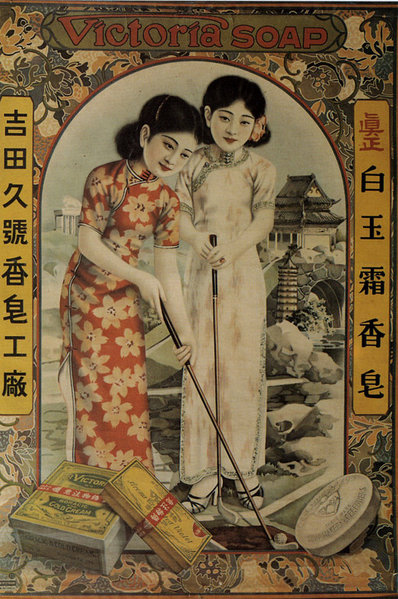
Zwei junge Frauen in der Mode der 1930er Jahre

) ist ein populäres chinesisches Frauen-Kleidungsstück vor allem im 20. Jahrhundert mit typischen Merkmalen:
- hoch geschlossener Kragen,
- Knöchellänge,
- Knöpfe oder Schlaufenverschlüsse an der Schulter
- und Schlitze an den Seiten.

Es ist aus feinem Stoff wie Seide oder Satin mit geringem Materialverbrauch herzustellen.
Das Cheongsam ist allerdings – auch in China – keine Alltagskleidung, sondern ein Kleidungsstück für besondere Anlässe.

## Ursprünge
Der ins Englische übernommene Name Cheongsam (長衫), der langes Kleid bedeutet, kommt aus dem Kantonesischen (Jyutping: coeng4 saam1). In anderen Teilen Chinas wird es auch „Qipao“ (旗袍) genannt. Dieser Name kommt aus der Mandschu-Zeit der Qing-Dynastie. Die Mandschu teilten die Bevölkerung in Banner (旗,  qí) ein und nannten sich selbst „Bannerleute“ (旗人,  qírén). Das gewöhnlich von den Mandschu-Frauen getragene Kleid wurde nun „Bannerkleid“ (qipao) genannt. Während männliche Han-Chinesen nach und nach das Changshan von den Mandschu übernahmen, trugen Han-Chinesinnen weiterhin die traditionelle zweiteilige Kleidung, die aus Jacke und Hose bestand. Nach der Revolution von 1911, die die Mandschu-Dynastie beendete, entwickelte sich aus dem ursprünglichen Qipao ein neues Kleid, das bei chinesischen Frauen sehr beliebt wurde.

## Der moderne Qipao

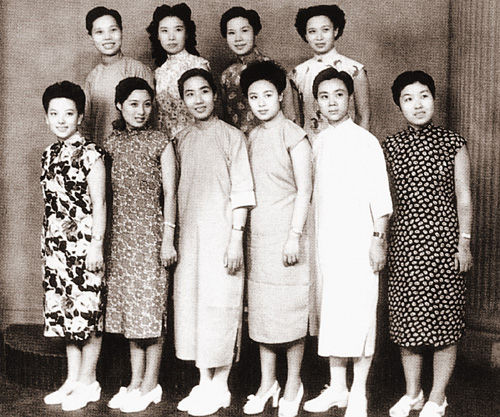
Qipao-Mode (1947)

Der ursprüngliche Qipao, wie er noch vor der Revolution getragen wurde, war lang und locker im Schnitt. Die moderne Form, die im Shanghai der 1920er Jahre entstand, ist enganliegend und betont die Figur. Sie vereint die traditionellen Elemente des Mandschu-Kleides mit der Form eines einteiligen westlichen Kleides. Allerdings waren die ersten Versionen des modernen Qipaos noch relativ locker geschnitten und erinnerten an das Changshan.

Cheongsam / Qipao mit moderner Schnitt (2021)

Der Entstehungszeitpunkt erklärt sich aus dem Umstand, dass damals das 2000-jährige Feudalsystem endete und China erstmals mit der modernen ausländischen Kultur in Berührung kam. Vor der Revolution war das lange einteilige Changshan nur den Männern vorbehalten gewesen. In den frühen Jahren der Republik China forderten immer mehr die Emanzipation der Frau, so etwa die Bewegung für eine Neue Kultur. Junge Studentinnen trugen den Qipao als ein Zeichen der Gleichberechtigung. Die Autorin Eileen Chang bemerkte: „zuerst begannen die Frauen dieses Gewand zu tragen, weil sie wie Männer aussehen wollten“. Bedeutende Persönlichkeiten wie Song Qingling und Song Meiling trugen Qipao.
Die Regierung der Republik China nahm 1929 den Qipao als eines von zwei offiziellen Bekleidungsstücken für Frauen in ihre Kleiderordnung auf.
Die Blütezeit des Qipaos waren die 1930er Jahre. Spätere Formen unterscheiden sich hauptsächlich in Länge und Stoffmuster.
Nachdem 1949 die Kommunisten in China die Macht übernommen hatten, verließen viele Schneider Shanghai und siedelten sich in Hongkong an. Der Qipao blieb dort als Alltagskleidung bis in die 1950er Jahre sehr populär.
Bis heute ist der Qipao ein beliebtes Kleidungsstück bei offiziellen Anlässen. Er wird zum Beispiel bei Hochzeiten als eines von mehreren Kleidern getragen. Auch als repräsentative Arbeitskleidung von weiblichen Restaurant- oder Hotelangestellten ist der Qipao weit verbreitet.

## Der Qipao in der Kunst
Der Regisseur Wong Kar-Wai setzte dem Qipao in seinem Film In the Mood for Love ein Denkmal. Die Hauptdarstellerin Maggie Cheung trägt in fast jeder Szene ein anderes Kleid. Insgesamt wurden 46 Kleider für den Film angefertigt. Es sind aber nicht alle im Film zu sehen.